# BenE München
Der Verein Bildung für eine nachhaltige Entwicklung München e.V., kurz BenE München, ist ein regionales Kompetenzzentrum zur Förderung der Bildung für nachhaltige Entwicklung (RCE – Regional Centre of Expertise) und Netzwerk im Bereich der Bildung für nachhaltige Entwicklung in München. BenE München wurde 2007 als Verein gegründet und wird von der United Nations University als RCE anerkannt.

## Geschichte
Im Jahr 2002 haben die Vereinten Nationen in Johannesburg die zehn Jahre von 2005 bis 2014 zur "Weltdekade Bildung für nachhaltige Entwicklung" erklärt. Alle Akteure im Bereich der Nachhaltigkeit wurden dazu aufgefordert, daran mitzuwirken. Seitdem verbreitet sich der Gedanke einer Bildung für nachhaltige Entwicklung immer weiter in den unterschiedlichen Bildungsbereichen. Die deutsche UNESCO-Kommission hat eine Übersicht an Materialien zusammengestellt und viele Projekte ausgezeichnet. Zugleich war dies der Anlass für die Gründung von BenE München.

### Bildung für nachhaltige Entwicklung
Bei einer Bildung für nachhaltige Entwicklung geht es zum einen darum, die Menschen über die drohenden Gefahren zu informieren und Handlungsmöglichkeiten aufzuzeigen (z. B. umweltbewusstes Verhalten, Kauf von fair gehandelten Produkten, soziales Engagement). Die Menschen sollen aber auch befähigt werden, sich in ihrem Lebens- und Berufsalltag eigenständig im Sinne einer nachhaltigen Entwicklung zu engagieren. Das bedeutet, dass sie ihre Entscheidungen danach bewerten sollen, ob diese „zukunftsfähig“ sind oder nicht. Darüber hinaus will Bildung für nachhaltige Entwicklung Schlüsselkompetenzen vermitteln. Dazu gehören z. B. die Fähigkeit, komplexe Zusammenhänge zu verstehen, vorausschauend zu denken und planen, sich und andere zu motivieren, unterschiedliche Interessen zusammenzubringen und gemeinsame Lösungen zu finden. Die Koordination der Aktivitäten in München zu diesem speziellen Bereich übernahm mit Gründung der Verein BenE München.

### Verein

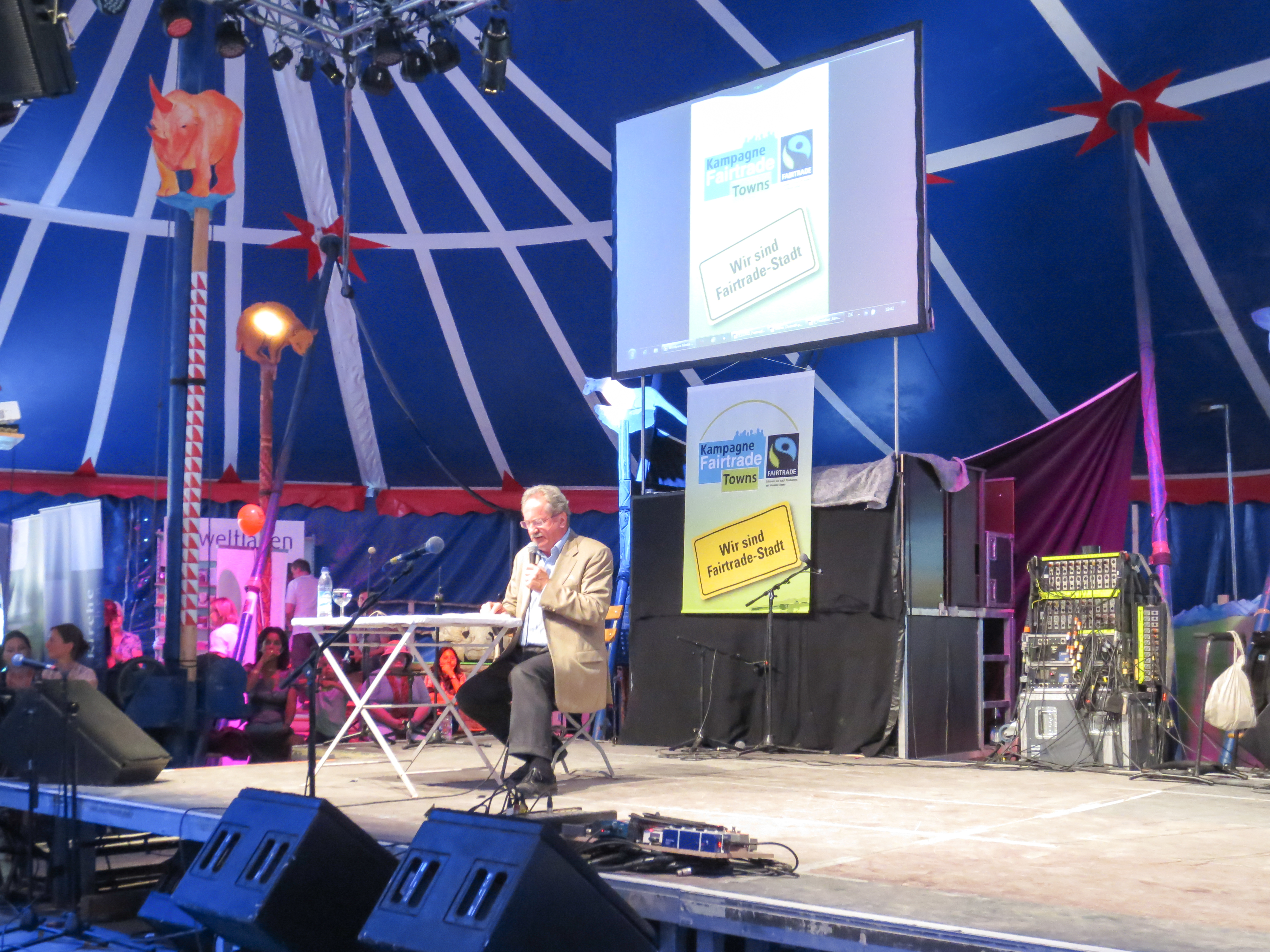
Auch Dank dem Verein BenE bekam München 2013 die Auszeichnung als Fair-Trade-Stadt. Auf dem Bild liest Oberbürgermeister Christian Ude anlässlich der Preisverleihung auf dem Tollwood-Festival.

Mit der lokalen "Agenda 21" gab es in München bereits Strukturen, an die angeknüpft werden konnte. So entstand bei den Akteuren der Agenda 21 der Wunsch, eine Plattform zum Austausch über Bildung für nachhaltige Entwicklung zu schaffen. Im Juli 2007 gründeten dann 35 Unternehmen, Institutionen sowie Einzelpersonen den Verein Bildung für eine nachhaltige Entwicklung München e.V., kurz BenE München. Die derzeit 70 Mitglieder, 50 davon sind Institutionen, kommen aus folgenden Bereichen:
- der Stadt München
- der Wissenschaft und Hochschule
- der Wirtschaft
- der Umweltbildung
- von Eine-Welt-Organisationen und
- aus dem Bereich der Sozialverbände

Die Vertreter arbeiten in Bildungseinrichtungen (z. B. Schulen und außerschulische Jugendbildung, Erwachsenenbildung, Hochschulen,) oder in Einrichtungen, die an der allgemeinen Meinungsbildung mitwirken (z. B. Medien, Kultur). Das Ziel ist es, den Wissensaustausch unter den Akteuren und über die vielen Bildungsangebote zu nachhaltiger Entwicklung zu fördern. Dadurch kann dieses breite Fundament mit geringen Mitteln erheblich in seiner Wirksamkeit gestärkt werden, damit sich in München eine Kultur der Nachhaltigkeit etabliert.

### Kompetenzzentrum
Neben der UNESCO forderten im Oktober 2001 in Lüneburg die Internationale Gesellschaft der Universitäten, die Gesellschaft der Universitätsleiter für eine nachhaltige Zukunft und das COPERNICUS-Programm der Vereinigung Europäischer Universitäten den Aufbau von Regional Centers of Exellence. Diese Forderung wurde beim World Summit on Sustainable Development 2002 in Johannesburg in der Ubuntu Declaration aufgegriffen.
Die Universität der Vereinten Nationen ist als Organ der Vereinten Nationen für die Koordination der RCEs verantwortlich. Sie wurde 1973 mit dem Ziel gegründet, Zukunftsfragen der Menschheit in allen Lebensbereichen auf wissenschaftlicher Basis zu erarbeiten. Der Rektor der Universität der Vereinten Nationen Hans van Ginkel startete das RCE Programm 2005 mit sieben RCEs, seither wird es durch das RCE-Service Center am Institute of Advanced Studies der UNU koordiniert. BenE München wurde am 12. Februar 2007 offiziell als 13. "Regional Centre of Expertise" der UN-Dekade "Bildung für nachhaltige Entwicklung" von den Vereinten Nationen akkreditiert. Das Bündnis ist damit eines von weltweit 117 Kompetenzzentren.

#### Aktivitäten des Kompetenzzentrums BenE München
Das Regionale Kompetenzzentrum und seine Mitglieder engagieren sich für:
- die Qualifizierung von Multiplikatoren,
- die Durchführung, Optimierung und Weiterentwicklung von BNE-Angeboten,
- die Initiierung, Vernetzung und Verbreitung hochwertiger neuer Bildungsprojekte,
- die Öffentlichkeitsarbeit für entsprechende Bildungsangebote.

Der Verein will Sprachrohr für den Wandel der Stadt zu einer Kultur der Nachhaltigkeit sein. Auf Betreiben von BenE München wurde vom nationalen Komitee Bildung für nachhaltige Entwicklung der Stadt München am 5. Juni 2012 die Auszeichnung "Stadt der UN-Dekade Bildung für eine Nachhaltige Entwicklung" verliehen.

## Projekte
Der Verein mit unterschiedlichen Projekten präsent bzw. in verschiedenen lokalen Projekten aktiv.

### GenE
In diesem Projekt werden Aspekte des Systemdenkens sowie weitere Gestaltungskompetenzen für eine nachhaltige Entwicklung an Jugendliche und Erwachsene vermittelt. Beginnend bei Simulationsspielen für Jugendliche, über Angebote für Studierende bis hin zu Weiterbildungen für Fachleute der Didaktik, Pädagogik, der (Nachhaltigkeits-)Kommunikation und des Bildungsmanagements bietet GenE Veranstaltungsformate für unterschiedliche Zielgruppen und Themen.

### Nachhaltiges Wirtschaften
Im Rahmen dieses Projektes werden Bildungskonzepte entwickelt, die sich mit der Verantwortung der Ökonomie und den Wegen hin zu einer Ökologisch-Sozialen-Marktwirtschaft beschäftigen. Dabei werden zwei Stränge verfolgt: Im Rahmen des Teilprojektes "Nachhaltiges Wirtschaften Lernen (NWL)" können an der gymnasialen Oberstufe im Rahmen von Praxis-Seminaren Kompetenzen für eine nachhaltige Wirtschaftsweise erworben werden. Das Bildungsangebot "Weiterbildung Nachhaltiges Wirtschaften (WNW)" wird von der Hochschule München und BenE München angeboten. Hierbei können sich Personen in den Feldern Wirtschaftsethik, Corporate Responsibility Management, Umwelt-, Human Resource- und Change Management und systemischen Denken fortbilden.

### Klimaherbst
Ebenfalls auf die Aktivitäten von BenE zurück geht die Veranstaltungsreihe des "Münchner Klimaherbst". Im Rahmen dieser Veranstaltungswochen finden vielfältige Veranstaltungen rund um das jeweilige Jahresthema der UN-Dekade statt. BenE München und viele seiner Mitglieder nehmen mit eigenen Bildungsangeboten und vielfältigen Kooperationen daran teil.

### SommerSymposium
Mit einem alle zwei Jahre stattfindenden Sommer-Symposium beabsichtigt der Verein im Dialog von Wissenschaft, Kunst und Bildung Dimensionen und Kriterien einer Kultur der Nachhaltigkeit erarbeiten und einer breiten Öffentlichkeit praxisorientiert zu vermitteln. Die Konzeption und Durchführung der jeweiligen Veranstaltungen zu den unterschiedlichen Schwerpunkten obliegt dabei einem oder mehreren Netzwerken des Vereins.

### Vorlesungsreihe der Münchner Hochschulen
Einen Brückenschlag zwischen akademischer Welt und Wirtschaft, Politik, Kultur sowie Bürgergesellschaft soll die von BenE München in Kooperation mit dem Verein für Nachhaltigkeit und dem Rachel Carson Center organisierte Ringvorlesung an der Münchner Hochschule bilden. Die Vorlesungen mit Experten verknüpfen verschiedene Facetten der Nachhaltigkeit miteinander. Im Anschluss werden bei informellen Gesprächen einzelne Fragen vertieft und das lokale Nachhaltigkeitsnetzwerk gestärkt.

## Zitate & Einzelnachweise
1. ↑  Siehe hierzu die Erklärung unter von Luxemburg" (Memento vom 12. Januar 2016 im Internet Archive) (PDF)
2. ↑  Siehe hierzu die Erklärung unter Ubuntu Declaration (Memento vom 9. November 2013 im Internet Archive)
3. ↑  Plattform der RCEs unter: Archivierte Kopie (Memento vom 9. November 2013 im Internet Archive)
4. ↑  Siehe hierzu  Archivlink (Memento vom 16. Juni 2013 im Internet Archive) oder www.muenchen.de/nachhaltigkeit
5. ↑  Siehe hierzu  Archivlink (Memento vom 9. November 2013 im Internet Archive)
6. ↑  Siehe hierzu als Beispiel die  Nacht der Nachhaltigkeit 2013. (Memento vom 9. November 2013 im Internet Archive)

Zitate:
1. ↑  Siehe hierzu den Aktionsplan in Bayern von 2012: "Das RCE BenE-München [...] stellt sich der Herausforderung, eine Kultur der Nachhaltigkeit in München zu etablieren"